# Колоновскје
Колоновскје (пољ. Kolonowskie) град је у Пољској у Војводству опољском. По подацима из 2012. године број становника у месту је био 3396.

## Становништво
| 2012. |
| ----- |
| 3.396 |